# Evanston, Wyoming
För andra betydelser, se Evanston.
Evanston är en stad i Uinta County i delstaten Wyoming i USA, med 12 639 invånare vid 2010 års folkräkning. Evanston är administrativ huvudort (county seat) i Uinta County.

## Geografi
Evanston ligger vid Bear River i sydvästra Wyoming, nära delstatsgränsen mot Utah. Närmaste storstad är Salt Lake City, omkring 120 kilometer åt sydväst.

## Historia
Evanston grundades under bygget av den första Transamerikanska järnvägen. Union Pacifics linje började byggas genom området i november 1868, och Harvey Booth öppnade ortens första bar och restaurang i ett tält vid nuvarande Front Street. I december hade spåren nått Evanston, och det första tåget ankom 16 december. Kort därefter flyttades ändstationen till Wasatch 19 kilometer väster om Evanston, och på endast några dagar tömdes orten på huvuddelen av sin befolkning. I juni 1869 förlades det regionala järnvägshögkvarteret åter till Evanston, vilket ledde till att stadens befolkning snabbt återhämtade sig. 1871 byggdes en lokomotivverkstad och en depå i Evanston, vilket gjorde Evanston mer permanent än många andra liknande järnvägsstäder.
Genom den rika tillgången på timmer och vatten vid Bear River kunde Evanston fungera som bränslepåfyllningsstation för ånglok på den långa transkontinentala rutten. I Almy strax norr om Evanston bröts kol. Under ortens första decennier hade orten en stor befolkning av kinesiska järnvägsarbetare, och en "Chinatown" uppstod norr om järnvägen.
När den federala landsvägen Lincoln Highway, föregångaren till dagens Interstate 80, invigdes 1913 blev Evanston ett viktigt stopp på sträckan.
Evanston genomgick en kraftig oljeboom på 1980-talet, och senare upptäckter av naturgas har också bidragit till ortens tillväxt.

## Kultur och sevärdheter
- De historiska järnvägsbyggnaderna i ordens centrum är till stora delar bevarade och är under renovering.
- Michael's Bar & Grill på 1011 Front Street är stadens äldsta restaurang och var ursprungligen lagerlokal för en av J.C. Penneys första butiker i USA.
- Museet på Depot Square.

## Kommunikationer
Den federala motorvägen Interstate 80 passerar genom staden i öst-västlig riktning. Staden ligger vid Union Pacifics historiska transkontinentala järnvägslinje, som idag huvudsakligen används för godstrafik.